# OMNeT++
OMNET++ (acrônimo para Objective Modular Network Testbed in C++) é um simulador de eventos modular orientado à objeto geralmente usado para construir simuladores de rede. O projeto é derivado do OMNET, um simulador escrito em Object Pascal por György Pongor.
A motivação do desenvolvimento do OMNet++ foi produzir um simulador de eventos discretos que pudesse ser usado no meio acadêmico, educacional e mesmo em pesquisas.